# Triyatno
Triyatno est un haltérophile indonésien né le 20 décembre 1987.

## Palmarès
- Médaille de bronze dans la catégorie des moins de 62 kg aux Championnats du monde junior 2006
- 9e aux Championnats du monde d'haltérophilie 2006 dans la catégorie des 62 kg
- Médaille de bronze dans la catégorie des moins de 62 kg aux Championnats du monde junior 2007
- 7e aux Championnats du monde d'haltérophilie 2007 dans la catégorie des 62 kg
- 4e aux Championnats d'Asie d'haltérophilie 2008 dans la catégorie des moins de 62 kg, avec un total de 300 kg
- Médaille de bronze dans la catégorie des moins de 62 kg aux Jeux olympiques d'été de 2008, avec un total de 298 kg.
- Médaille de bronze aux Championnats du monde d'haltérophilie 2009 dans la catégorie des 69 kg
- Médaille de bronze aux Championnats du monde d'haltérophilie 2010 dans la catégorie des 69 kg
- Médaille de bronze dans la catégorie des moins de 69 kg aux Jeux olympiques d'été de 2012, avec un total de 333 kg.